# Selim Ahmed al-Hoss

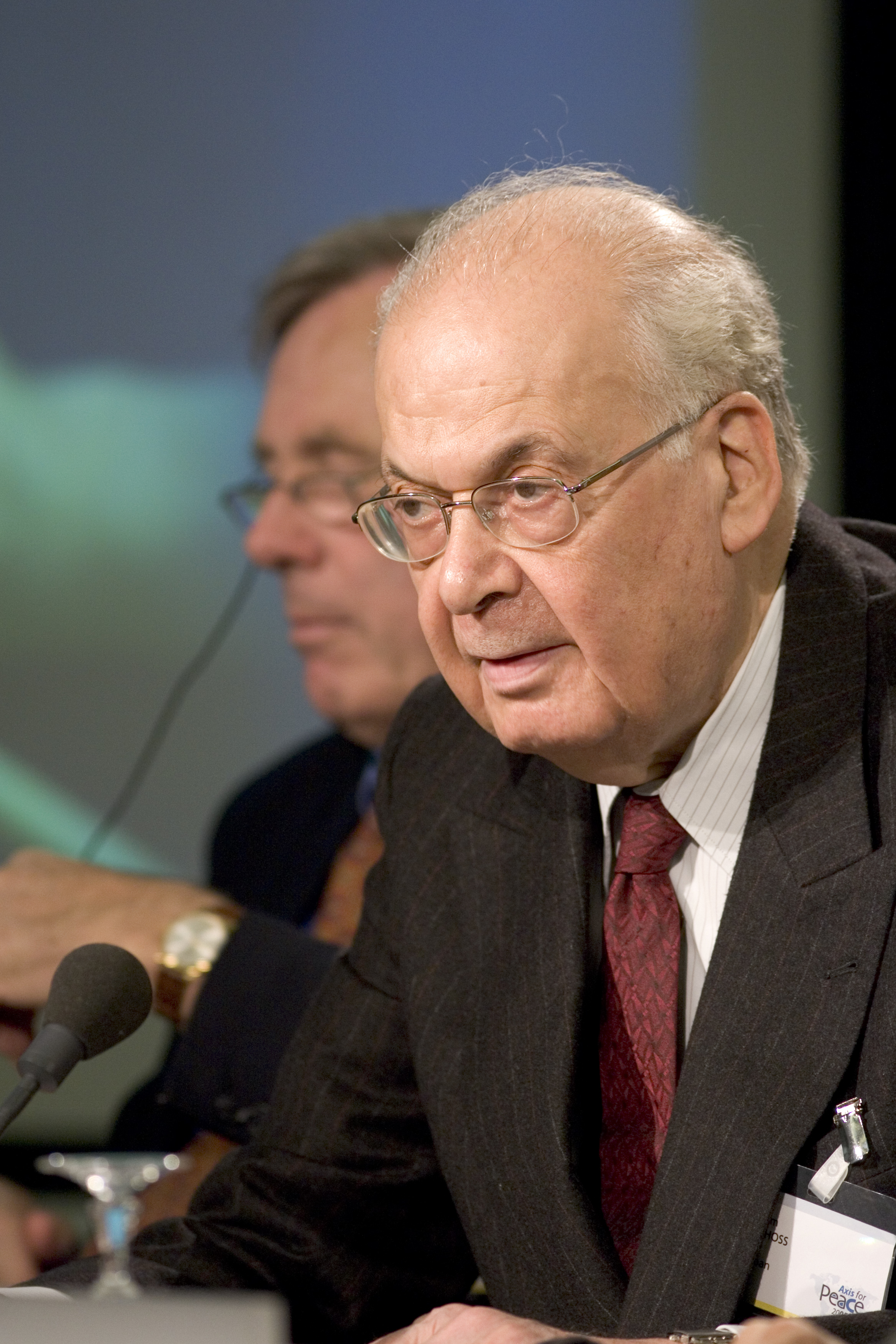
Al-Hoss in 2005

Selim Ahmed al-Hoss (Arabisch : سليم أحمد الحص)  (Beiroet, 20 december 1929 – 25 augustus 2024) was een Libanees politicus.
Selim al-Hoss behoorde tot de soennitische bevolkingsgroep in Libanon. Op 8 december 1976 werd al-Hoss, een partijloze zakenman, voor het eerst premier van Libanon. Libanon verkeerde toen reeds in een burgeroorlog. Al-Hoss vroeg en verkreeg volmachten om de orde in het land te herstellen. Ondanks de inspanningen van al-Hoss en president Elias Sarkis om de rust te herstellen, bleven wetteloosheid en anarchie het straatbeeld van Libanon beheersen. De situatie binnen het kabinet was gespannen en een nieuw kabinet onder al-Hoss in 1979-1980 leidde niet tot afname van die spanningen. Op 25 oktober 1980 werd al-Hoss als premier vervangen. 
In 1987 werd al-Hoss voor de tweede keer premier en tevens minister van Buitenlandse Zaken. Van januari tot september 1988 boycotte al-Hoss de kabinetszittingen uit protest tegen het beleid van president Amine Gemayel. De crisis werd groter toen het parlement op 22 september van dat jaar bijeen kwam om een nieuwe president te kiezen. Omdat een deel van de christelijke parlementariërs de zitting weigerde bij te wonen, kon de verkiezing niet doorgaan. Scheidend president Gemayel ontsloeg al-Hoss als premier en benoemde generaal Michel Aoun, een maroniet (christen) tot premier en waarnemend president. Al-Hoss weigerde zijn ontslag te erkennen, omdat de premier altijd een soenniet (orthodoxe moslim) moet zijn. Al-Hoss beschouwde zich sindsdien als waarnemend president en premier van Libanon, waarna er twee regeringen ontstonden: één onder leiding van Aoun (die inmiddels het presidentieel paleis in Baabda had bezet) en één onder leiding van al-Hoss (die zich in West-Beiroet vestigde). Al-Hoss werd uiteindelijk door de internationale gemeenschap als waarnemend staatshoofd erkend. Op 5 november 1989 koos het parlement de christen René Moawad tot president en al-Hoss trad als waarnemend president af, maar bleef premier. Generaal Aoun bleef zichzelf echter beschouwen als president en premier van Libanon. Op 22 november 1989 kwam Moawad bij een bomaanslag om het leven en werd al-Hoss opnieuw interim-president. Op 24 november werd hij opgevolgd door de nieuwgekozen president Elias Hrawi.
In oktober 1990 gaf Aoun zich over en kort daarop trad al-Hoss als minister-president af ten gunste van Omar Karami.
Van december 1998 tot oktober 2000 was Selim al-Hoss voor de derde maal premier. Opnieuw bekleedde hij naast het premierschap het ministerschap van Buitenlandse Zaken. 
Al-Hoss ontving een eredoctoraat aan de Universiteit van Indiana in de Verenigde Staten.
Al-Hoss overleed op 25 augustus 2024 op 94-jarige leeftijd.